# کورنلیس فان هارلم
کورنلیس فان هارلم (به هلندی: Cornelis van Haarlem)‏ (۱۵۶۲ - ۱۱ نوامبر ۱۶۳۸ میلادی) نقاش شیوه‌گرای هلندی است.
آثار وی در موزههای لوور پاریس، آرمیتاژ سن‌پترزبورگ، نگارخانه ملی لندن) و دیگر موزهها نگهداری می‌شود و در معرض دید علاقه‌مندان است.

## نگارخانه

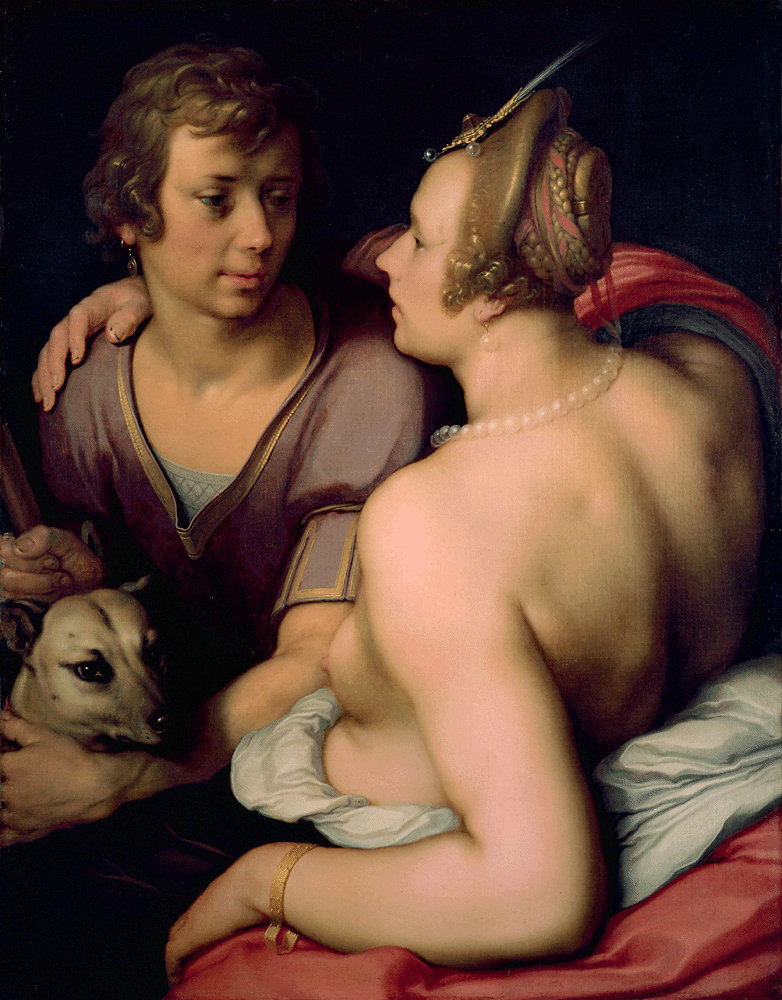
ونوس و آدونیس (۱۶۱۴)
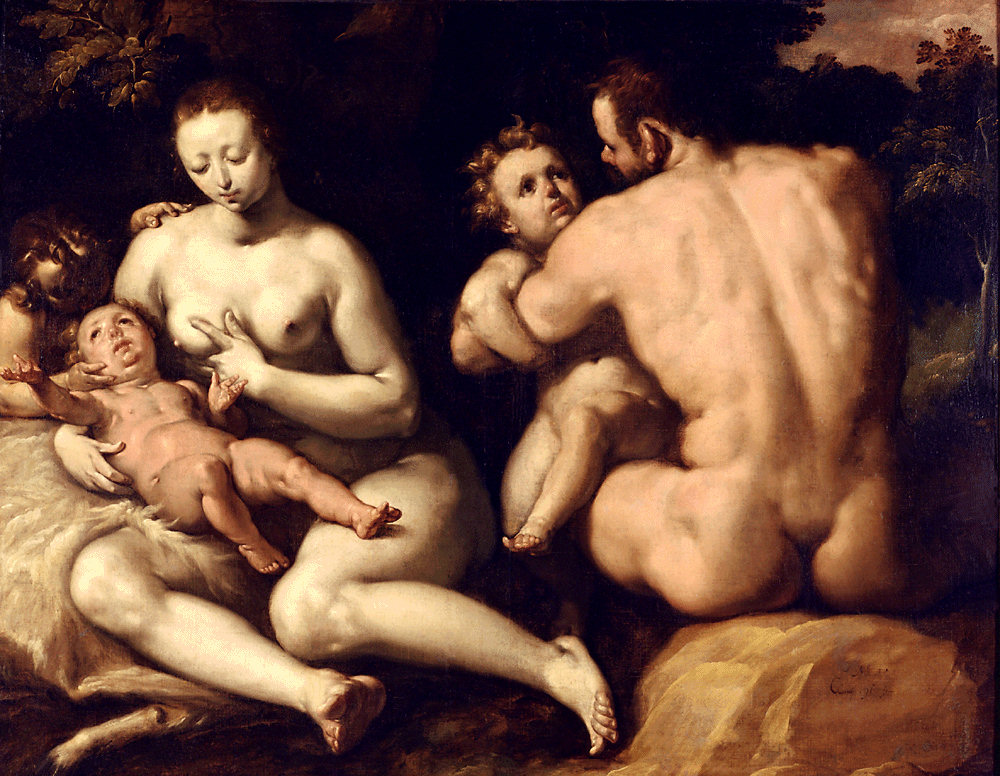
نخستین خانواده (نوح و خانواده‌اش)
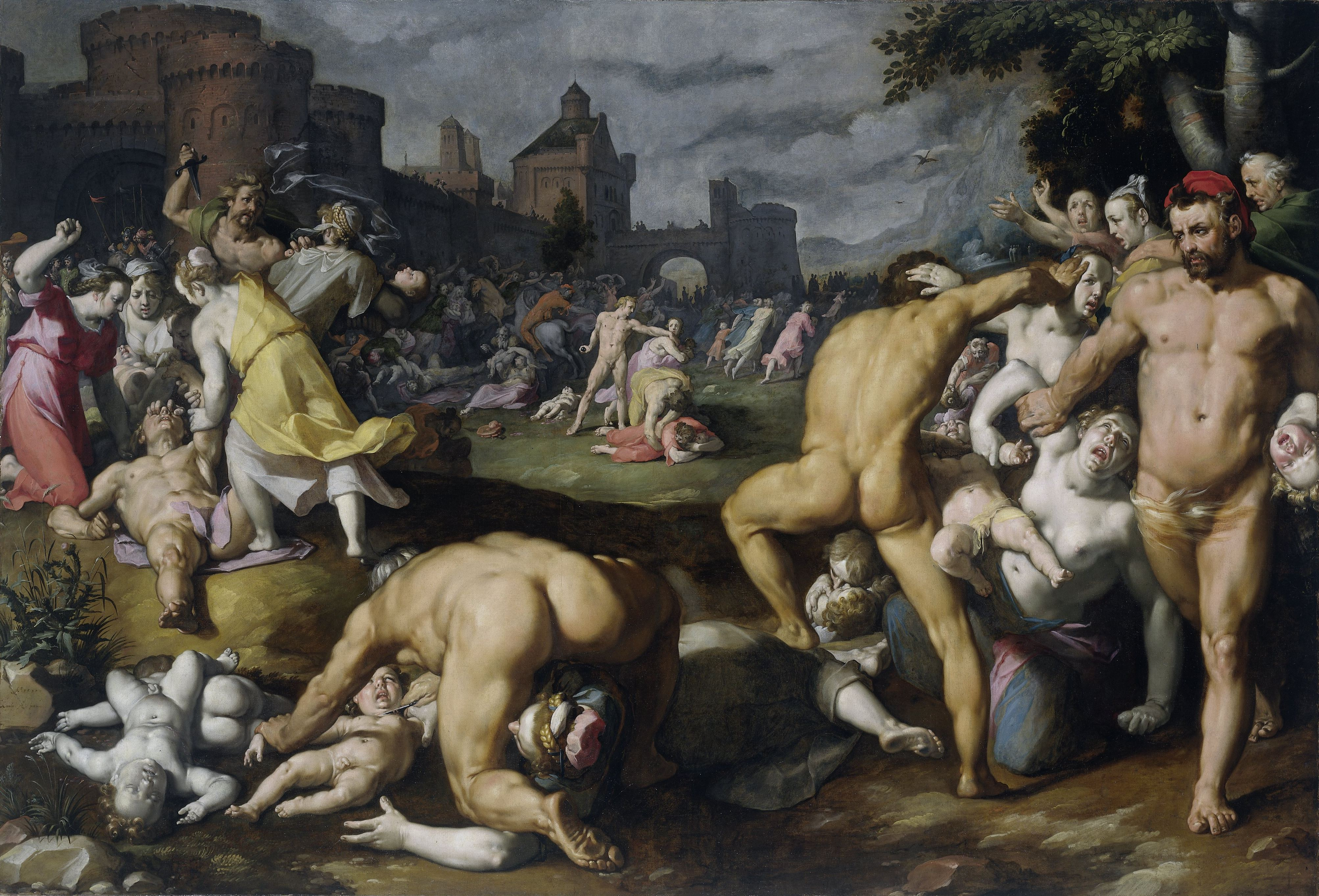
کشتار بی‌گناهان (۱۵۹۰)
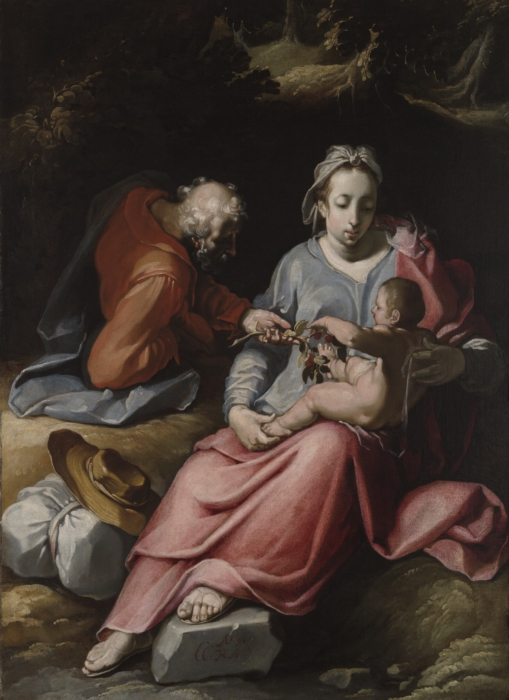
خانواده مقدس (۱۵۹۰)
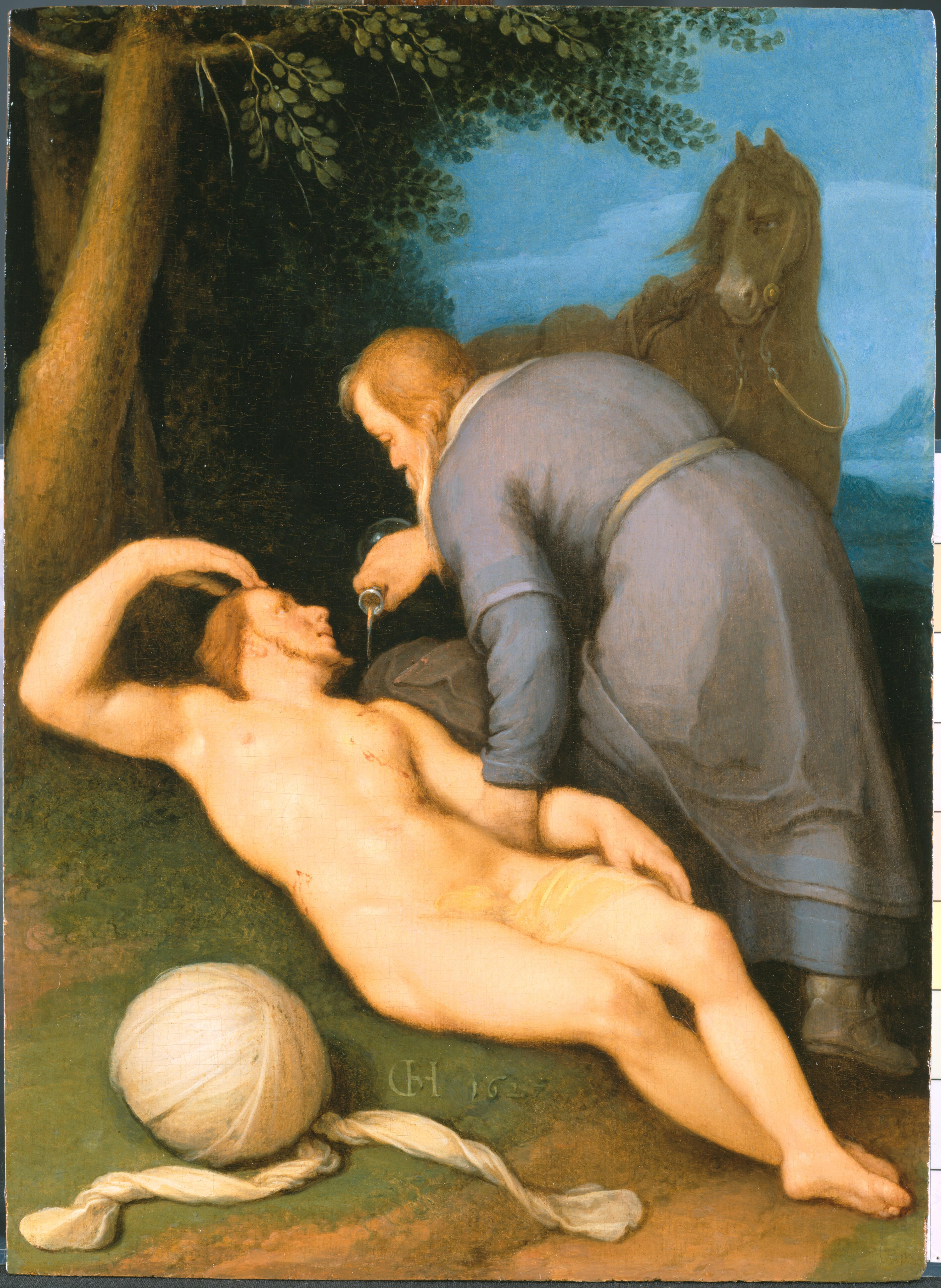
سامری خوب (۱۶۲۷) (oil on panel)
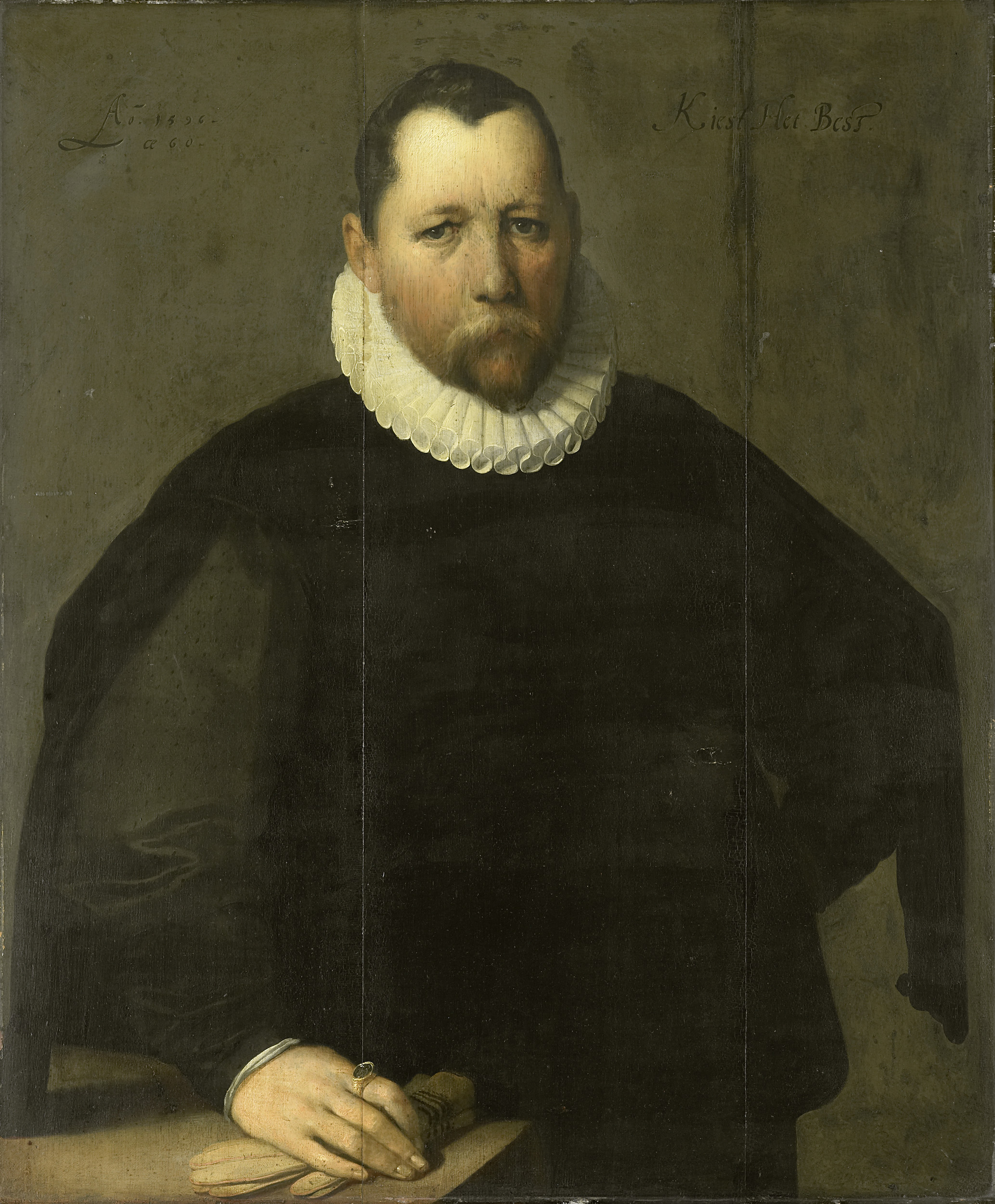
پرتره پیتر یانش کیس (۱۵۹۶)